# Austin Strong
Pour les articles homonymes, voir Strong.
Austin Strong est un dramaturge et un scénariste américain né le 18 avril 1881 à San Francisco (Californie) et mort le 17 septembre 1952 à Nantucket (Massachusetts).

## Biographie
Né à San Francisco, Austin Strong passe une partie de son enfance à Honolulu, puis dans les îles Samoa, où il est accueilli par son grand-père par alliance Robert Louis Stevenson. Austin étudie au Wellington College (en) en Nouvelle-Zélande à la fin des années 1890, puis plus tard l'architecture du paysage à New York, ce qui lui permettra de gagner le contrat pour dessiner le Cornwall Park à Auckland.
Il commence à écrire pour le théâtre au début des années 1900.

## Théâtre
- 1906 : The Little Father of the Wilderness, auteur
- 1907 : The Toymaker of Nuremberg, auteur
- 1908 : The Pied Piper, auteur du livret et des lyrics
- 1913 : A Good Little Devil, adaptation du livre Un bon petit diable
- 1914 : The Dragon's Claw, auteur
- 1916 : Bunny, auteur et metteur en scène
- 1918 : Three Wise Fools, auteur
- 1922 : Seventh Heaven, auteur
- 1927 : Drums of Oude, auteur
- 1928 : A Play Without a Name, auteur et metteur en scène
- 1930 : The Little Father of the Wilderness, auteur et metteur en scène
- 1936 : Three Wise Fools, auteur et metteur en scène

## Filmographie

### Cinéma
- 1914 : Un bon petit diable de Edwin S. Porter
- 1917 : La Chute des Romanov (en) de Herbert Brenon
- 1923 : La Sagesse de trois vieux fous de King Vidor
- 1927 : L'Heure suprême de Frank Borzage
- 1936 : Along Came Love (en) de Bert Lytell
- 1937 : L'Heure suprême de Henry King
- 1946 : Three Wise Fools (La Sagesse de trois vieux fous[source insuffisante]) de Edward Buzzell

### Télévision
- 1939 : The Little Father of the Wilderness (téléfilm)
- 1953 : Broadway Television Theatre (1 épisode)
- 1955 : TV Reader's Digest (1 épisode)
- 1956 : Grande Teatro Tupi (1 épisode)
- 1958 : Sétimo Céu